# Medium (esoterie)
Een medium is iemand met een veronderstelde gave om te 'channelen': te communiceren met de geesten van overledenen, engelen, demonen of andere immateriële entiteiten.

## Begrip
- Binnen de parapsychologie werd de term medium vroeger vaak gebruikt voor alles wat tegenwoordig als ‘paranormaal’ wordt aangeduid. Zo sprak men van mediamieke begaafdheden, waar het zaken betreft zoals helderziendheid, heldervoelendheid en telepathie. Binnen de parapsychologie wordt een persoon bij wie een vorm van paranormale begaafdheid wordt verondersteld tegenwoordig meestal ‘paragnost’ genoemd. De term ‘medium’ wordt in het algemeen voorbehouden aan wat ook vaak ‘trancemedium’ genoemd wordt. Een trancemedium is een persoon die zichzelf in een trance zou kunnen brengen waarbij de geesten van overledenen, via het lichaam van het trancemedium, boodschappen zouden kunnen doorgeven. Deze laatste vorm van mediumschap heeft vaak voor controverses gezorgd.
- Binnen het spiritisme/spiritualisme wordt de term medium gebruikt om er personen mee aan te duiden die boodschappen van overledenen zouden kunnen doorgeven. Wat betreft trancemediums maakt men onderscheid naar de diepte van de trance:
  1. overschaduwing,
  2. lichte trance,
  3. diepe trance. Als er sprake is van diepe trance, heeft het medium achteraf geen herinnering aan dat wat hij of zij heeft doorgegeven.

De betekenis van de term ‘medium’ is dus niet eenduidig. Vandaar dat sommige helderzienden zich ‘paragnost’ noemen en anderen ‘medium’. Ook combinaties komen voor, zoals ‘paranormaal medium’, ‘helderziend medium’ en ‘paragnostisch medium’.

## Enkele bekende mediums uit het verleden
- Helena Blavatsky
- Rosemary Brown
- Edgar Cayce
- Florence Cook
- Gerard Croiset
- Jeane Dixon
- Leslie Flint
- Dion Fortune
- Daniel Dunglas Home
- Jakob Lorber
- W.A.H. Mulder-Schalekamp
- Eusapia Palladino
- Eva Pierrakos
- Jozef Rulof

## Enkelvoud, meervoud
In de hier behandelde betekenis van ‘medium’ is het meervoud gewoonlijk ‘mediums’. In andere betekenissen van het woord luidt het meervoud ‘media’.